# Immatriculation des Congolais

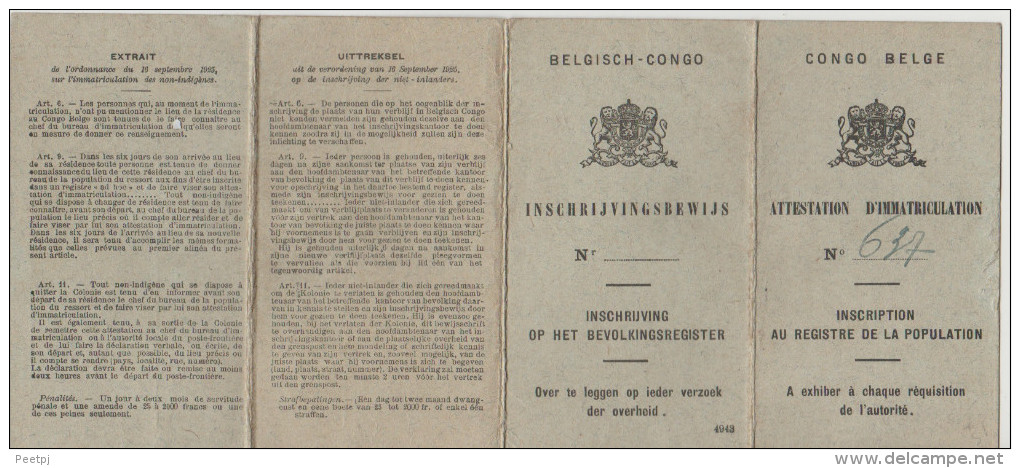
Carte d'immatriculation du Congo Belge (1931)

L'immatriculation en République démocratique du Congo était un statut personnel accordé aux Congolais durant la période coloniale belge, leur permettant d'être assimilés aux Belges pour tout ce qui relève du droit civil, juridique et d'obtenir plusieurs avantages par rapport aux non-immatriculés.

## Période de l’État indépendant du Congo: de 1885 à 1908
Au temps de l'État indépendant du Congo, le système d’immatriculation des Congolais fut instauré par le décret du 4 mai 1895 qui permit aux indigènes de s’inscrire aux registres de populations civilisées et donc d’être sous le régime du code civil. Ces indigènes ayant acquis leur immatriculation ont pu obtenir la nationalité congolaise avec la loi du 27 décembre 1892. Au troisième paragraphe de cette loi, il est affirmé que les immatriculés jouiront de tous les droits civils aussi attribués aux nationaux et aux naturalisés.
Les indigènes accédaient à l’immatriculation soit automatiquement, soit par leur propre volonté après avoir prouvé aux autorités qu’ils étaient parvenus à un niveau déterminé de civilisation (dans de nombreux cas, les indigènes bénéficiant de l'immatriculation étaient ceux qui avaient fait appel aux officiers de l'état civil pour faire enregistrer leur mariage).

## Période du Congo Belge et  de la charte coloniale: de 1908 à 1952
La nationalité congolaise disparue en même temps que l’État indépendant du Congo, ne figura pas dans la charte de 1908 mais le système d’immatriculation et le statut d’immatriculé subsisteront.
Selon la charte coloniale de 1908, « Les Belges, les Congolais immatriculés dans la colonie et les étrangers jouissent de tous les droits civils reconnus par la législation du Congo belge. Leur statut personnel est régi par leurs lois nationales tant qu'elles ne sont pas contraires à l'ordre public. ». De ce fait, un Congolais immatriculé relève du droit civil européen. En outre, le statut d’immatriculé s’étend à la famille de l’immatriculé, ainsi l’épouse et les enfants d’un indigène ayant obtenu son immatriculation sont instantanément immatriculés.
« Les indigènes non immatriculés du Congo Belge jouissent des droits civils qui leur sont reconnus par la législation de la colonie et par leurs coutumes en tant que celles-ci ne sont contraires ni à la législation ni à l'ordre public. Les indigènes non immatriculés des contrées voisines leur sont assimilés. ». Il y a une distinction entre immatriculés et non-immatriculés, étant donné que la deuxième catégorie sera soumise au droit coutumier et la première au droit civil du Congo Belge.
L’immatriculation automatique s’appliquait aux soldats dont l’assiduité à la Force publique n’était plus à démontrer, aux enfants métis non reconnus ou sous la tutelle de l’État, et enfin, aux travailleurs stabilisés œuvrant au service d’une entreprise.
Pour bénéficier de l’immatriculation sur demande, les critères sont plus rigoureux : la demande devait être adressée au président de la circonscription dont le demandeur relève, en y joignant un certificat de bonne vie et mœurs, une attestation de monogamie émanant de l’autorité territoriale, la photocopie du diplôme du requérant ainsi qu'une déclaration de consentement de l’épouse. Dès le respect de ces exigences, la requête était envoyée au procureur du Roi. Et en dernier lieu, une commission se présentait au domicile du requérant à l’improviste afin de sonder l’état de la famille du requérant et de son logement. 
Le statut d'immatriculation remplissait un rôle social, le gouverneur général Eugène Jungers l’a rappelé dans un discours tenu au conseil de gouvernement (session 1951). Selon lui, ce statut avait pour but de reconnaître les efforts fournis par certains Congolais pour accéder à un certain niveau de civilisation comparable à leur tuteur et ce par un statut légal d’assimilation. Ainsi, les Congolais qui jouissaient du statut d’immatriculé faisaient partie de l’élite congolaise.
Ce statut d’immatriculé était le stade le plus élevé pour l’élite congolaise. L'exigence des conditions rendait pratiquement inaccessible l'accès à celui-ci. En 1958, on recense seulement 217 immatriculations sur une population de quatorze millions d’habitants.
Dans les faits, les immatriculés étaient pourvus d’une carte d’immatriculation et ce document officiel permettait aux autochtones de s’assimiler à la population européenne dans la vie publique et devant la loi. Ce statut privilégié offrait d’autres avantages : l’accès aux hôpitaux, aux quartiers européens, au cinéma, aux classes intermédiaires dans les voyages en bateau, à la consommation de l’alcool, à certaines places dans les églises mais également pour les enfants d'immatriculés l’accès aux écoles destinées aux Européens ce qui leur garantissait un enseignement de qualité.

## Réforme du régime de l’immatriculation: de 1952 jusqu'à la fin du Congo Belge
Le décret du 17 mai 1952 exclura les immatriculations automatiques des indigènes qui étaient jadis accordées aux épouses et enfants d'immatriculés. Après la publication de ce décret, les indigènes ont vu les conditions d'obtention d'immatriculation se durcir puisqu'en plus de la demande d'immatriculation, ils devaient prouver qu'à la suite de leur formation et genre de vie ils avaient acquis la forme occidentale de civilisation afin de se défaire du statut coutumier et accéder à cet autre statut civil.
Pour acquérir ce statut après cette réforme, il fallait remplir la condition de maîtrise de la langue française et répondre positivement à une série de tests, épreuves, inspections à domicile, etc.. Lors des visites domiciliaires, l'agent qui menait l’inspection devait prendre en considération plusieurs éléments : la possession de lits propres à chaque enfant, l'utilisation de couverts lors des repas, la possession d'assiettes assorties entre elles, la réunion de la famille à table lors des repas, etc..
Le nombre d’immatriculés était faible en comparaison avec le nombre d'habitants du Congo Belge et cela constituera une source de frustration pour les Congolais. L'autre source de frustration des indigènes était le fonctionnement propre du système d'immatriculation car ceux qui avaient accès à ce statut d'immatriculé trouvaient qu'ils ne disposaient pas d'assez de privilèges et ceux à qui l’immatriculation était refusée devenaient jaloux vis-à-vis des élus<. Toute cette frustration traduit l’échec d’une politique de promotion des autochtones dans la colonie belge.